# Burlington (Kansas)
Burlington és una població dels Estats Units a l'estat de Kansas. Segons el cens del 2000 tenia 2.790 habitants.

## Demografia
Segons el cens del 2000, Burlington tenia 2.790 habitants, 1.122 habitatges, i 713 famílies. La densitat de població era de 522,9 habitants per km².
Dels 1.122 habitatges en un 33,1% hi vivien nens de menys de 18 anys, en un 50,7% hi vivien parelles casades, en un 10,1% dones solteres, i en un 36,4% no eren unitats familiars. En el 33,1% dels habitatges hi vivien persones soles el 16,1% de les quals corresponia a persones de 65 anys o més que vivien soles. El nombre mitjà de persones vivint en cada habitatge era de 2,38 i el nombre mitjà de persones que vivien en cada família era de 3,02.
Per edats la població es repartia de la següent manera: un 26% tenia menys de 18 anys, un 8,4% entre 18 i 24, un 27,5% entre 25 i 44, un 20,3% de 45 a 60 i un 17,8% 65 anys o més.
L'edat mediana era de 38 anys. Per cada 100 dones de 18 o més anys hi havia 84,1 homes.
La renda mediana per habitatge era de 36.174 $ i la renda mediana per família de 43.021 $. Els homes tenien una renda mediana de 30.946 $ mentre que les dones 20.357 $. La renda per capita de la població era de 18.443 $. Entorn del 5,2% de les famílies i el 7,6% de la població estaven per davall del llindar de pobresa.

## Poblacions més properes
El següent diagrama mostra les poblacions més properes.